# Lovedrive

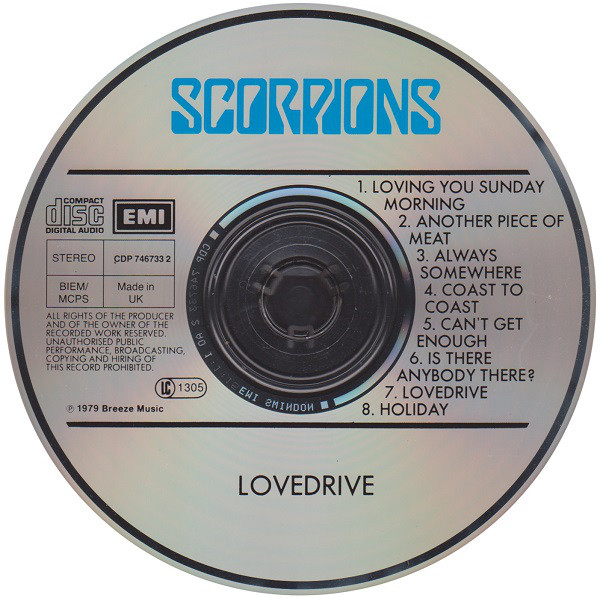

Lovedrive è il sesto album in studio del gruppo musicale tedesco Scorpions, pubblicato il 25 febbraio 1979 dalla EMI.
Tale pubblicazione fece parlare di sé per il ritorno in formazione di Michael Schenker, fratello minore di Rudolf Schenker, che aveva raggiunto una discreta notorietà suonando negli UFO.

## Il disco
Loverdrive costituisce l'album di debutto per Matthias Jabs, il nuovo chitarrista solista del gruppo, sostituto di Ulrich Roth. Prima di intraprendere l'avventura con gli Scorpions, Jabs faceva parte di un gruppo di Hannover, Lady, a metà del 1978 fu invitato dagli Scorpions a una piccola sessione di improvvisata, senza sapere che il gruppo era alla ricerca di un nuovo chitarrista. Si costituisce così la formazione classica del gruppo (Meine / Schenker / Jabs / Buchholz / Rarebell), formazione che pubblicherà 6 album di enorme successo e che durerà fino agli inizi del 1993.
L'approccio Hard rock che aveva fatto la fortuna degli Scorpions fino a quel momento, venne sostituito da un nuovo sound più metallico e commerciale che proprio in quegli anni vedeva il suo esplodere in gruppi come Van Halen e Judas Priest: i brani Another Piece of Meat e Can't Get Enough sono tra le prime performance della tendenza alla musica spaccatutto infarcita di testi irrilevanti e cantato al limite dello squarciagola che tanto successo troverà nel decennio successivo.
Il brano di apertura, Loving You Sunday Morning, illude inizialmente l'ascoltatore nel presentare un Hard Rock canonico molto in linea con quanto prodotto dagli Scorpions fino a quel momento ma sorprende poi al momento dell'assolo che ci presenta il nuovo stilo accattivante di Jabs, decisamente più Heavy del suo predecessore. Coast to Coast è un brano strumentale dall'incedere pesante e cupo ma rappresenta la novità di vedere il cantante Klaus Meine nelle vesti di chitarra ritmica. Il brano più riuscito dell'album è però Holiday, una ballata dalla struttura progressive con dolci arpeggi di chitarra acustica che accompagnano il parlato di Meine; a metà brano parte un breve slancio metallico che però sfuma nuovamente nell'arpeggio iniziale. Degno di nota è anche Always Somewhere, che diventerà uno dei brani più apprezzati della band tedesca.
Lovedrive divenne disco d'oro negli Stati Uniti e fu il primo album degli Scorpions a raggiungere un notevole successo mondiale.

## Copertina
Al momento della sua uscita l'album ha creato molte polemiche per via della copertina in cui si vede una donna con un seno nudo. Inizialmente l'album è stato venduto incartato (per nascondere la copertina), successivamente questa è stata sostituita con un disegno più sobrio (uno scorpione blu su uno sfondo nero).

## Tracce
1. Loving You Sunday Morning – 5:39 (K.Meine, R.Schenker, H.Rarebell)
2. Another Piece of Meat – 3:33 (R.Schenker, H.Rarebell)
3. Always Somewhere – 4:55 (K.Meine, R.Schenker)
4. Coast to Coast (strumentale) – 4:42 (R.Schenker)
5. Can't Get Enough – 2:38 (K.Meine, R.Schenker)
6. Is There Anybody There? – 3:58 (K.Meine, R.Schenker, H.Rarebell)
7. Lovedrive – 4:51 (K.Meine, R.Schenker)
8. Holiday – 6:22 (K.Meine, R.Schenker)

## Formazione
- Klaus Meine - voce
- Rudolf Schenker - chitarra
- Matthias Jabs - chitarra
- Francis Buchholz - basso
- Herman Rarebell - batteria
- Michael Schenker - chitarra solista in Another Piece of Meat, Coast to Coast e Lovedrive

## Classifiche

### Classifiche settimanali
| Classifica (1979) | Posizione massima |
| ----------------- | ----------------- |
| Francia           | 10                |
| Germania          | 11                |
| Giappone          | 70                |
| Regno Unito       | 36                |
| Stati Uniti       | 55                |
| Svezia            | 32                |

### Classifiche di fine anno
| Classifica (1979) | Posizione |
| ----------------- | --------- |
| Francia           | 22        |